# Lucien-Louis-Joseph-Napoléon Bonaparte
Lucien-Louis-Joseph-Napoléon Bonaparte, italianizzato in Luciano Luigi Giuseppe Napoleone Bonaparte, principe di Canino e di Musignano (Roma, 15 novembre 1828 – Roma, 19 novembre 1895), è stato un cardinale francese nipote in linea diretta per parte di padre, di Luciano Bonaparte, fratello di Napoleone Bonaparte, fu un cardinale della Chiesa cattolica.

## Biografia

### Infanzia
Lucien-Louis-Joseph-Napoléon Bonaparte nacque il 15 novembre 1828, nella città di Roma, allora facente parte dello Stato Pontificio. Era figlio di Carlo Luciano Bonaparte e della di lui cugina principessa Zénaïde Laetitia Julie Bonaparte. Sua madre era figlia di Giuseppe Bonaparte, ex Re di Napoli e di Spagna, e fratello maggiore di Napoleone Bonaparte. Venne battezzato dal suo prozio, il cardinale Joseph Fesch. Il suo padrino fu suo cugino Louis-Napoléon Bonaparte, futuro imperatore Napoleone III.
Fin da piccolo mostrò di essere una persona buona e gentile, e soprattutto sviluppò una forte vocazione spirituale. Per ciò, dopo aver compiuto gli studi primari, cominciò gli studi ecclesiastici di teologia nel marzo 1854. Decidendo la via del sacerdozio, rinunziò al suo titolo di principe di Canino e Musignano.

### Ordinazione sacerdotale
Venne ordinato presbitero il 13 dicembre 1857 a Roma, da Papa Pio IX. Gli venne affidato l'incarico di vicario parrocchiale della Basilica di Santa Maria in Via Lata a Roma. Pur risiedendo a Roma, era comune che andasse in visita a Parigi, dove Napoleone III trasferì la sua famiglia. Pur essendo umile e profondamente religioso, volle affrontare la vita con carità e senza cercare onori ed alti uffici, ma la sua nobile origine gli fu di ostacolo: Napoleone III lo nominò elemosiniere della corte imperiale, e Papa Pio IX ciambellano segreto. Come cugino dell'imperatore non poté rifiutarsi di accettare tale dignità.

### Cardinale
Nel 1867, le truppe francesi salvarono (per l'ultima volta) l'esistenza dello Stato Pontificio contro gli attacchi della Monarchia Sabauda. Napoleone III, in cambio dell'aiuto prestato, chiese la nomina cardinalizia dell'arcivescovo di Parigi Georges Darboy, ma il Papa Pio IX era contrario a causa delle sue opinioni sul dogma dell'infallibilità papale. Per sbloccare la situazione, il Papa decise di concedere la berretta all'umile parroco Bonaparte, che non era nemmeno insignito della dignità episcopale, appena quarantenne.
Venne creato cardinale nel concistoro del 13 marzo 1868 da Papa Pio IX, ricevendo la berretta rossa ed il titolo presbiterale di Santa Pudenziana il 16 marzo 1868. Partecipò al Concilio Vaticano I, che si svolse dal 1869 al 1870. Venne nominato camerlengo del Sacro Collegio dei Cardinali il 28 gennaio 1876, e mantenne la carica fino al 12 marzo 1877. Partecipò anche al conclave del 1878 che elesse al soglio pontificio Papa Leone XIII. Decise di optare per il titolo presbiterale di San Lorenzo in Lucina il 19 settembre 1879.

### Morte
Il cardinale morì il 19 novembre 1895 alle 12:20, per una sincope, a Roma, all'età di 67 anni. La sua salma venne esposta nella sua chiesa titolare, dove si svolse anche il suo funerale, e sepolta nella tomba della famiglia Primoli nel Cimitero di Campo Verano a Roma donde, qualche anno dopo, fu traslata nella Basilica di Santa Pudenziana, suo primo titolo cardinalizio.

## Discendenza da Carlo Maria Bonaparte e Maria Letizia Ramolino
Carlo Maria Buonaparte (1746 – 1785) sposa Maria Letizia Ramolino (1750 – 1836)
```
       └──>
Giuseppe Bonaparte
 (
1768
 – 
1844
)
       └──>
Napoleone Bonaparte
 (
1769
 – 
1821
), 1º Imperatore dei 
Francesi

       └──>
Elisa Bonaparte
 (
1777
 – 
1820
)
       └──>
Luigi Bonaparte
 (
1778
 – 
1846
)
       └──>
Paolina Bonaparte
 (
1780
 – 
1825
)
       └──>
Carolina Bonaparte
 (
1782
 – 
1839
)
       └──>
Girolamo Bonaparte
 (
1784
 – 
1860
)
       └──>
Luciano Bonaparte
 (
1775
 – 
1840
)
           └──>4 figli dalla prima sposa, 
Cristina Boyer
 (
1771
 – 
1800
): due figli maschi
           │    │morti prima della maggiore età, successivamente:
           │    └──>
Filistina Carlotta
 (Saint Maximin, 
1795
 - 
Roma
, 
1865
)
           │    └──>
Cristina Egypta
 (
Parigi
, 
1798
 - 
Roma
, 
1847
)
           │
           └──>10 figli dalla seconda sposa, 
Alexandrine de Bleschamp
 (
1778
 – 
1855
):
               └──>
Pietro Napoleone Bonaparte
 (
1815
 – 
1881
)
               └──>
Luigi Luciano Bonaparte
 (1813 – 1891),
               └──>Letizia Cristina (1804 – 1871)
               └──>Giuseppe Luciano (1806 – 1807)
               └──>Giovanna  (1807 – 1829)
               └──>Paolo Maria (1808 – 1827)
               └──>Antonio Luciano (1816 – 1877)
               └──>Alessandrina Maria (1818 – 1874)
               └──>Costanza (1823 – 1876)
               └──>
Carlo Luciano Bonaparte
 (
1803
 – 
1857
), sposò la cugina
                │  │
Zenaide Letizia Bonaparte
(
1801
 – 
1854
)
                │  └──>Giuseppe-Luciano Bonaparte (
1824
 – 
1865
)
                │  └──>Luciano-Luigi-Giuseppe Bonaparte (
1828
 – 
1895
) divenuto 
cardinale
 nel 
1868

                │  └──>Giulia Bonaparte (
1830
 – 
1900
)
                │  └──>Carlotta Bonaparte (
1832
 – 
1901
)
                │  └──>Maria Bonaparte (
1835
 – 
1890
)
                │  └──>Augusto Bonaparte (
1836
 – 
1900
)
                │  └──>
Napoleone-Carlo Bonaparte
 (
1839
 – 
1899
)
                │  └──>Bathilde Bonaparte (
1840
– 
1861
)
                └──>sposò in seconde nozze Donna Maria di Testaferrata, dalla quale non ebbe figli
```

## Albero genealogico
|                          |                        |                            | Genitori                          |  |  | Nonni |  |  | Bisnonni               |  |  | Trisnonni                 |  |
|                          |                        |                            |                                   |  |  |       |  |  | Carlo Maria Buonaparte |  |  | Giuseppe Maria Buonaparte |  |
|                          |                        |                            |                                   |  |  |       |  |  | Carlo Maria Buonaparte |  |  | Giuseppe Maria Buonaparte |  |
|                          |                        | Maria Saveria Paravicini   |                                   |  |  |       |  |  | Carlo Maria Buonaparte |  |  |                           |  |
| Luciano Bonaparte        |                        |                            |                                   |  |  |       |  |  | Carlo Maria Buonaparte |  |  |                           |  |
|                          |                        | Maria Letizia Ramolino     | Giovanni Geronimo Ramolino        |  |  |       |  |  |                        |  |  |                           |  |
|                          |                        | Maria Letizia Ramolino     | Giovanni Geronimo Ramolino        |  |  |       |  |  |                        |  |  |                           |  |
|                          |                        | Maria Letizia Ramolino     | Angela Maria Pietrasanta          |  |  |       |  |  |                        |  |  |                           |  |
| Carlo Luciano Bonaparte  |                        | Maria Letizia Ramolino     |                                   |  |  |       |  |  |                        |  |  |                           |  |
|                          |                        | Charles Jacob de Bleschamp | Nicolas Jacob                     |  |  |       |  |  |                        |  |  |                           |  |
|                          |                        | Charles Jacob de Bleschamp | Nicolas Jacob                     |  |  |       |  |  |                        |  |  |                           |  |
|                          |                        | Charles Jacob de Bleschamp | Marguerite Dehorgue               |  |  |       |  |  |                        |  |  |                           |  |
| Alexandrine de Bleschamp |                        | Charles Jacob de Bleschamp |                                   |  |  |       |  |  |                        |  |  |                           |  |
|                          |                        | Philiberte Bouvet          | Jean-Charles Bouvet               |  |  |       |  |  |                        |  |  |                           |  |
|                          |                        | Philiberte Bouvet          | Jean-Charles Bouvet               |  |  |       |  |  |                        |  |  |                           |  |
|                          |                        | Philiberte Bouvet          | Marie Gasparde Grimod de Verneuil |  |  |       |  |  |                        |  |  |                           |  |
| Luciano Luigi Bonaparte  |                        | Philiberte Bouvet          |                                   |  |  |       |  |  |                        |  |  |                           |  |
|                          | Carlo Maria Buonaparte | Giuseppe Maria Buonaparte  |                                   |  |  |       |  |  |                        |  |  |                           |  |
|                          | Carlo Maria Buonaparte | Giuseppe Maria Buonaparte  |                                   |  |  |       |  |  |                        |  |  |                           |  |
|                          | Carlo Maria Buonaparte | Maria Saveria Paravicini   |                                   |  |  |       |  |  |                        |  |  |                           |  |
| Giuseppe Bonaparte       | Carlo Maria Buonaparte |                            |                                   |  |  |       |  |  |                        |  |  |                           |  |
|                          |                        | Maria Letizia Ramolino     | Giovanni Geronimo Ramolino        |  |  |       |  |  |                        |  |  |                           |  |
|                          |                        | Maria Letizia Ramolino     | Giovanni Geronimo Ramolino        |  |  |       |  |  |                        |  |  |                           |  |
|                          |                        | Maria Letizia Ramolino     | Angela Maria Pietrasanta          |  |  |       |  |  |                        |  |  |                           |  |
| Zénaïde Bonaparte        |                        | Maria Letizia Ramolino     |                                   |  |  |       |  |  |                        |  |  |                           |  |
|                          |                        | François Clary             | Joseph Clary                      |  |  |       |  |  |                        |  |  |                           |  |
|                          |                        | François Clary             | Joseph Clary                      |  |  |       |  |  |                        |  |  |                           |  |
|                          |                        | François Clary             | Françoise Agnès Ammoric           |  |  |       |  |  |                        |  |  |                           |  |
| Giulia Clary             |                        | François Clary             |                                   |  |  |       |  |  |                        |  |  |                           |  |
|                          |                        | Françoise Rose Somis       | Joseph Ignace Somis               |  |  |       |  |  |                        |  |  |                           |  |
|                          |                        | Françoise Rose Somis       | Joseph Ignace Somis               |  |  |       |  |  |                        |  |  |                           |  |
|                          |                        | Françoise Rose Somis       | Catherine Rose Soucheiron         |  |  |       |  |  |                        |  |  |                           |  |
|                          |                        | Françoise Rose Somis       |                                   |  |  |       |  |  |                        |  |  |                           |  |